# Землетрус у Нефтегорську (1995)
Землетрус у Нефтегорську 1995 року стався 28 травня о 1:04 місцевого часу на острові Сахалін на російському Далекому Сході. Це був найбільш руйнівний землетрус, що стався на сучасній території Росії, магнітудою в 7.1 Mw та максимальна інтенсивність Меркаллі IX («Жорстокий»), який зруйнував місто Нефтегорськ, де загинуло 2040 з 3977 жителів міста, а ще було 750 поранено.
90 % жертв загинуло внаслідок обвалу 17 п'ятиповерхових житлових будинків. Хоча західні ЗМІ зазвичай приписували обвал нібито поганому будівництву та неякісним матеріалам будівництва радянських часів, в геотехнічному дослідженні зазнали помилки, оскільки не врахували можливість зрідження ґрунту в районі, який вважався «практично асейсмічним».
Бельгійський Центр досліджень епідеміології катастроф EM-DAT база даних поміщає загальний збиток в $64,1 млн, в той час як Національний Геофізичний Центр Даних Сполучених Штатів оцінює збитки в $300 мільйонів..

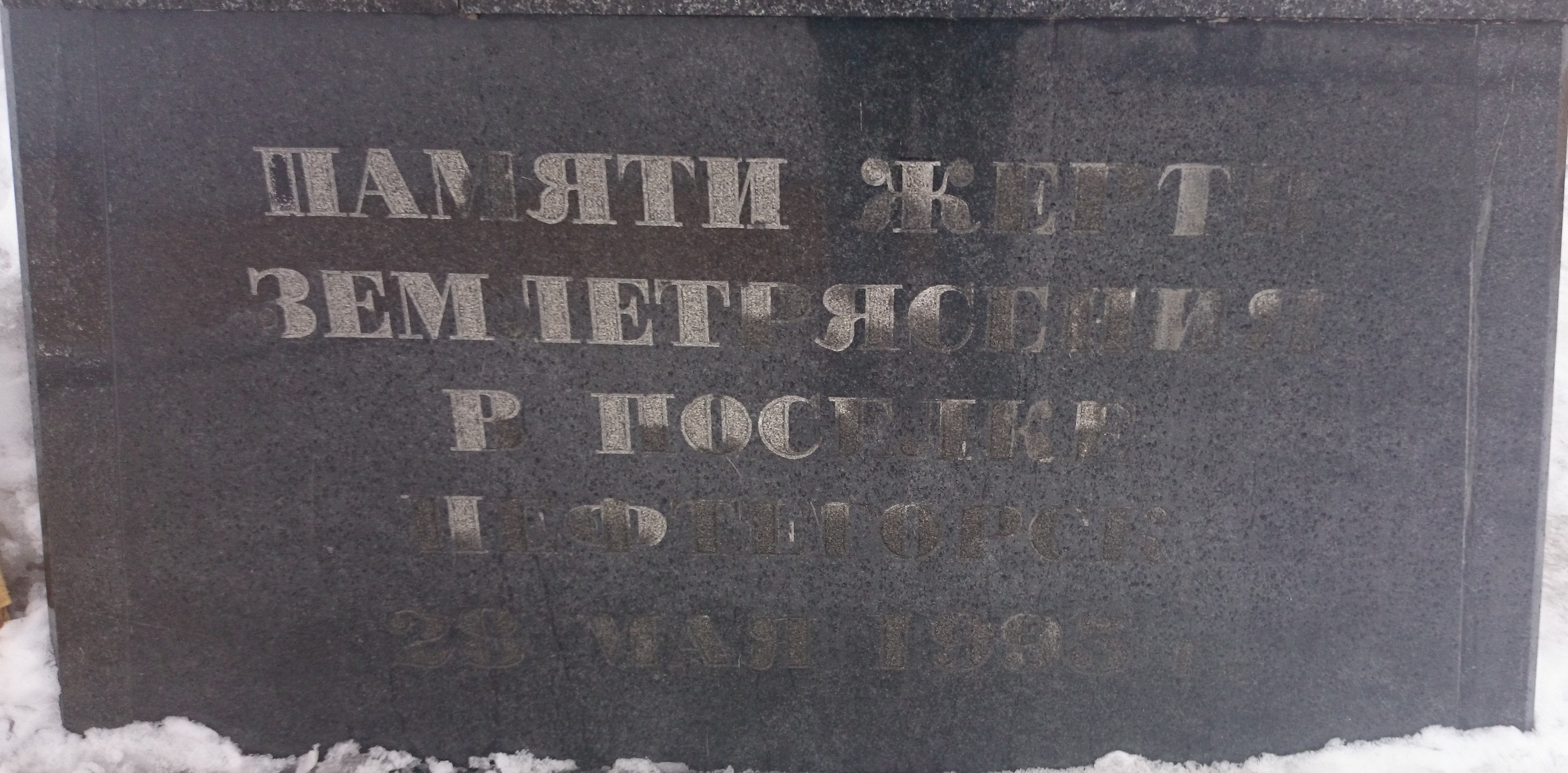
Фрагмент пам'ятника землетрусу 1995 року в Південно-Сахалінську

Цей землетрус був не тільки катастрофічним, але й абсолютно несподіваним: землетруси силою більше 6 балів не були відомими в районі острова Сахалін. Це також представляє великий науковий інтерес (опубліковано близько 20 робіт), оскільки це сталося поблизу маловідомої межі тектонічної плити, де Охотська плита (пов'язана з Північноамериканською плитою) врізається в Амурійську плиту (частина Євразійської Плити), і вказує на те, що межа плити пов'язана із сейсмічним поясом, що вражає північ-південь, що проходить довжиною Сахаліну. Точніше, цей землетрус стався на Верхньо-Пільтунському розломі (також відомий як розлом Гіргиланьї — Оссой), який відгалужується від головного Сахаліно-Хоккайдського розлому, що проходить вздовж східної сторони острова.
35 кілометрів (22 миль) поверхневого розриву (46 км, включаючи розлом гілки), із розрахунковим середнім поперечним зміщенням близько 4 метрів, але місцями до 8 м (це порівняно з 14 км ковзання, яке, за оцінками, накопичилося на розломі Сахалін-Хоккайдо за останні 4 мільйони років) Незвичайна сила цього землетрусу та тривалість руйнування, а також попередній низький рівень сейсмічної активності пояснюються накопиченням деформації протягом тривалого періоду часу на заблокованому сегменті розлому.